# Stazione di Benevento Arco Traiano
Stazione di Benevento Arco Traiano vasútállomás Olaszországban, Benevento településen.

## Vasútvonalak
Az állomást az alábbi vasútvonalak érintik:
- Cancello–Benevento railway

## Kapcsolódó állomások
A vasútállomáshoz az alábbi állomások vannak a legközelebb:
- Stazione di Benevento Porta Rufina
- Stazione di Benevento